# Drakpa Jungne
Drakpa Jungne, en  tibetano: གྲགས་ པ་ འབྱུང་ W , y en  Wylie: Grags pa byung gnas , 1414-1445,  fue un rey del Tíbet que gobernó en 1432-1445. Pertenecía a la dinastía Phagmodrupa, que fue el principal régimen en el Tíbet desde 1354 hasta 1435, y ejerció cierta influencia hasta principios del siglo XVII. Su reinado vio el colapso del poder político de la dinastía y el comienzo de dos siglos de conflictos internos.

## Sucesión
Drakpa Jungne era un hijo de Sangye Gyaltsen, un hermano del rey anterior Drakpa Gyaltsen, que había disfrutado de un reino largo y próspero sobre las partes centrales de Tíbet. Sangye Gyaltsen se casó con dos mujeres que pertenecían a la familia vasalla regional Rinpungpa. Con cada esposa engendró un hijo, de los que Drakpa Jungne era el mayor, nacido de la dama Kunga Pal Dzomma. Después de la muerte de Drakpa Gyaltsen, los ministros no pudieron llegar a un acuerdo sobre la sucesión. El señor de Rinpungpa, Norzang, sugirió que el abad del monasterio Thel decidiera, y señaló a Drakpa Jungne, de 18 años, que había sido anteriormente lama del monasterio Tsethang. Aunque Sangye Gyaltsen tenía sus propios diseños sobre el trono, aceptó el consejo del abad y su hijo fue entronizado.

## Guerra interna y colapso dinástico
Después de dos años, en 1434, el abad de Thel murió, y su influencia moral desapareció. El padre del joven gobernante, Sangye Gyaltsen, reclamó el trono y el resultado fue una guerra civil que duró aproximadamente un año. 1434 se hizo conocido como «el año del colapso interno de la Phagmodrupa». Sangye Gyaltsen fue rechazado y tuvo que huir a Yargyab. El señor Rinpungpa Norzang salió como ganador en el asunto. De acuerdo con la historiografía posterior, el hijo de Norzang, Dondup Dorje, se apoderó del importante bastión Samdrubtse, el actual Shigatse, en 1435. Investigaciones más recientes indican que Samdrubtse fue capturado en 1446, en un momento en que existía un Phagmodrupa interregnum. En cualquier caso, la familia Rinpungpa llegó a dominar cada vez más la Región de Tsang, que tendrían hasta 1565.

## Reinado posterior
Sin embargo, Rinpungpa dejó que su joven pariente permaneciera en el trono, aunque su influencia inmediata ahora estaba restringida a «Ü» (este del centro del Tíbet). Debido a los tiempos difíciles, Drakpa Jungne no pudo recorrer los feudos en Tsang. El rey se interesó por la disciplina moral de su pueblo y promulgó restricciones sobre la prostitución y el consumo de chhaang. Era «un hombre de profunda espiritualidad y versado en el mantrayana, pero con una visión provinciana y no excluido de los asuntos mundanos». Se ha conservado un tapiz tangka hecho en nombre de Drakpa Jungne, y podría haber sido utilizado en su entronización formal. A diferencia de la práctica anterior que prescribía el celibato para los líderes Phagmodru, Drakpa Jungne se casó con Zomdrak Wangjam de la familia Kharpa y engendró un hijo, Ngagi Wangpo, que se convertirá en gobernante mucho más tarde. A su muerte en 1445, Drakpa Jungne fue sucedido por su medio hermano Kunga Lekpa .